# Sandvargspindel
Sandvargspindel (Arctosa cinerea) är en spindelart som först beskrevs av Fabricius 1777.  Sandvargspindel ingår i släktet Arctosa och familjen vargspindlar. Arten är reproducerande i Sverige. Utöver nominatformen finns också underarten A. c. obscura.